# Гіба Фахсі
Гіба Фахсі (5 лютого 2001) — марокканська плавчиня.